# Lure of Ambition
Lure of Ambition er en amerikansk stumfilm fra 1919 af Edmund Lawrence.

## Medvirkende
- Theda Bara som Olga Dolan
- Thurlow Bergen
- William B. Davidson som Cyril Ralston
- Dan Mason som Sylvester Dolan
- Ida Waterman